# Association sportive Villeurbanne basket féminin
Maillots
L’AS Villeurbanne Basket Féminin est un club féminin français de basket-ball. Le club évolue en NF1, la 3e division du championnat de France.

## Historique

### Historique du logo

Précédent logo
Logo actuel

## Palmarès
- Champion de France Nationale 1 : 2014[1]
- Champion de France N1B (aujourd'hui Ligue féminine 2) : 1994
- Vice-Champion de France N1A : 1982

## Joueuses célèbres ou marquantes
- Christine Gomis
- Nathalie Lesdema
- Blandine Roudet
- Anne-Marie Thibert
- Blandine Toullier
- Corinne Benintendi
- Géraldine Bertal
- Virginie Kevorkian